# BEST! 2004-2011
『BEST! 2004-2011』（ベスト!　にいまるまるよん - にいまるいちいち）は、土岐麻子のベスト・アルバム。2011年12月14日発売。発売元はrhythm zone。

## 概要
2004年にソロデビュー後、インディーズレーベル(LD&K Records)時代を含めてリリースされたアルバム、シングルから選曲されたベスト・アルバム。新曲が2曲、ボーナストラックが1曲含まれている。
CD(2枚組)・CD＋DVD(3枚組)ともに初回限定ジャケット（黄色）がある。通常版はCDが赤色、CD＋DVDが青色。

## 収録曲

### Disc1
1. LIBERTINE
初出：『Summerin'』（2008年6月25日）
2. heartbeat
作詞：土岐麻子　作曲：さかいゆう　編曲：川口大輔
*新曲
3. Gift 〜あなたはマドンナ〜
初出：シングル『Gift 〜あなたはマドンナ〜』（2011年1月19日）
4. smilin'
初出：『TOUCH』（2009年1月14日）
5. モンスターを飼い馴らせ
初出：『TALKIN'』（2007年11月21日）
6. 鎌倉
初出：『乱反射ガール』（2010年5月26日）
7. サーファー・ガール
初出：『TALKIN'』
8. September
初出：『STANDARDS〜土岐麻子ジャズを歌う〜』（2004年2月25日）
9. ロマンチック
初出：『Debut』（2005年9月7日）
10. Take Me Out To The Ballgame
初出：『WEEKEND SHUFFLE』
11. City Lights Serenade
初出：『乱反射ガール』
12. ブルー・バード
初出：『Debut』

### Disc2
1. やわらかい気配（土岐麻子 & 秦基博）
作詞：土岐麻子　作曲：秦基博　編曲：鈴木正人
*新曲
2. ホロスコープ
初出：『TOUCH』
3. How Beautiful
初出： シングル『How Beautiful』（2008年10月15日）
4. Waltz for Debby
ビル・エヴァンスのカバー
初出：『TOUCH』
5. SUPERSTAR
初出：『TOUCH』
6. 私のお気に入り
初出：『Debut』
7. Sentimental
初出：『乱反射ガール』
8. 夕暮れよ
初出：『Debut』
9. 乱反射ガール
初出：『乱反射ガール』
10. 熱砂の女
初出：『乱反射ガール』
11. Flamingo
初出：『VOICE 〜WORKS BEST〜』（2009年8月26日）
12. ファンタジア
初出：『TALKIN'』
13. Little Prayer (sasakure.UK Electwinkle Remix)
作詞：土岐麻子 作曲：脇田潤
ボーナス・トラック。コナミデジタルエンタテインメントの音楽ゲーム「GuitarFreaksV」と「DrumManiaV」に提供した楽曲。

### DVD (CD+DVDのみ)
ミュージックビデオが収録されている。
1. ファンタジア
2. SUPERSTAR
3. Flamingo
4. 乱反射ガール
5. Gift 〜あなたはマドンナ〜